# Гурий (Гросу)
Митрополи́т Гу́рий (рум. Mitropolitul Gurie, в миру Георгий Степанович Гросу или Гроссу, рум. Gheorghe Grosu; 1 января 1877, село Ниморены, Кишинёвский уезд, Бессарабская губерния — 14 ноября 1943, Бухарест) — епископ Румынской православной церкви, управляющий Бессарабской митрополией, бессарабский религиозный и политический деятель.

## Биография
Родился 1 января 1877 года в бессарабском селе Ниморены (ныне Яловенский район Молдавии).
С 1892 по 1898 годы обучался в Кишинёвской духовной семинарии, в с 1898 по 1902 год — в Киевской духовной академии, которую закончил со степенью кандидата богословия.
В 1902 году поступил в Новонямецкий монастырь, где был пострижен в монашество, рукоположён последовательно в сан иеродиакона и иеромонаха и назначен епархиальным противосектантским миссионером.
В 1909 году назначен настоятелем Спасо-Ефремова монастыря Смоленской губернии с возведением в сан архимандрита.
С 1910 года заведующий церковно-учительной Александровск-Грушевской школой Донской епархии. Редактор молдавского журнала «Луминэторюл». Опубликовал ряд учебных пособий, которые вызвали негативную реакцию царских властей. Был вынужден покинуть Бессарабию и возвратился только после Февральской революции 1917 года, сразу же включившись в политическую борьбу за автономию края.
Был одним из основателей Молдавской национальной партии, и 21 ноября 1917 года освятил открытие первого заседания Сфатул Цэрий. В правительстве Молдавской Демократической Республики он занял пост генерального директора по делам образования и культов.
15 июля 1918 года был рукоположён в сан епископа, занимая Ботошанскую кафедру.
1 января 1920 года возглавил Кишинёвскую епархию, а 21 февраля 1920 года возведён в сан архиепископа Бессарабского.
28 апреля 1928 года возведён в сан митрополита.
Во время визита румынского короля Кароля II в Бессарабию в 1930 году, митрополит Гурий запретил ему входить в алтарь через Царские врата, мотивировав это тем, что король может войти только если на нём будет корона и только имея законную жену.
За это 11 ноября 1936 года под давлением Кароля II был отстранён от должности и предан гражданскому уголовному суду по обвинению в похищении полтора миллиона лей из Кишинёвского Епархиального управления. Почислен на покой, после чего проживал по большей части в Бухаресте.
Скончался 14 ноября 1943 года и был похоронен на кладбище монастыря Черника, близ Бухареста.

## Память
- После развала СССР одна из улиц Кишинёва в Молдавии (бывшая ул. Карпинского) была названа в его честь.
- В 1999 году была выпущена почтовая марка Молдовы, посвященная Гурию Гросу.

## Сочинения
- Carte de învăţătură despre legea lui Dumnezeu alcătuită după mai multe manuale ruseşti, Chişinău,1908,
- Bucoavnă moldovenească. Chişinău, 1909;
- Abecedar moldovenesc Chişinău, 1917, (în colaborare; ed. a II-a şi a III-A,cu litere latine, în 1918, ed. a VII-a în 1922),
- Rugăciune şi lămurirea lor, Chişinău, 1920, 44 p.;
- Despre omul «trupesc», «sufletesc» şi «duhovnicesc». Chişinău, 1924,
- Istoria sfântă a Vechiului şi Noului Testament, Chişinău, 1924, (şi alte ediţii);
- Slujirea lui Dumnezeu a unui preot bun, după Părintele loan de Cronstadt, Chişinău, 1925,